# Villa Hidalgo, San Miguel Totolapan
Villa Hidalgo är en ort i Mexiko.   Den ligger i kommunen San Miguel Totolapan och delstaten Guerrero, i den södra delen av landet, 190 km sydväst om huvudstaden Mexico City. Villa Hidalgo ligger 304 meter över havet och antalet invånare är 1 278.
Terrängen runt Villa Hidalgo är kuperad österut, men västerut är den platt. Runt Villa Hidalgo är det ganska glesbefolkat, med 38 invånare per kvadratkilometer. Närmaste större samhälle är Arcelia, 17,8 km norr om Villa Hidalgo. I omgivningarna runt Villa Hidalgo växer huvudsakligen savannskog.